# Kef Est (délégation)
Kef Est est une délégation tunisienne dépendant du gouvernorat du Kef.
En 2004, elle compte 40 456 habitants dont 20 198 hommes et 20 258 femmes répartis dans 10 028 ménages et 10 824 logements.